# 源義賢
源 義賢（みなもと の よしかた）は、平安時代後期の武将。河内源氏、源為義の次男。源義朝の異母弟。源義仲（木曾義仲）の父。

## 生涯
保延5年（1139年）、のちの近衛天皇である東宮体仁親王を警護する帯刀の長となり、東宮帯刀先生（とうぐうたちはきのせんじょう）と呼ばれた。長兄の義朝が無官のまま東国（関東）に下った後、重要な官職に補任されており、この時点では河内源氏の嫡流を継承すべき立場にあったと考えられる。
翌年、滝口源備殺害事件の犯人の宮道惟則を捕らえるが、義賢が犯人に関与していたとして帯刀先生を解官される。このために、為義は弟である四男・頼賢に嫡男の地位を譲らせる形で義賢を事実上の廃嫡にせざるを得なくなった。
その後藤原頼長に仕える。康治2年（1143年）頼長の所有する能登国の預所職となるが、久安3年（1147年）年貢未納により罷免され、再び頼長の元に戻り、頼長の男色の相手になっている。
京堀川の源氏館にいたが、父・為義と不仲になり関東に下っていた兄・義朝が、仁平3年（1153年）に下野守に就任し南関東に勢力を伸ばすと、義賢は父の命により義朝に対抗すべく北関東へ下った。上野国多胡を領し、武蔵国の最大勢力である秩父重隆と結んでその娘をめとる。重隆の養君（やしないぎみ）として武蔵国比企郡大蔵（現在の埼玉県比企郡嵐山町）に館を構え、近隣国にまで勢力をのばす（なお、義賢は重隆の養子になったとする見方もある）。為義・義賢は秩父氏・児玉氏一族に影響力を持つ重隆を後ろ盾に勢力の挽回を図ろうとしたみられるが、結果的には両氏の内部を義賢派と義朝派に分裂させることになる。
久寿2年（1155年）8月、義賢は義朝に代わって鎌倉に下っていた甥・源義平に大蔵館を襲撃され、大蔵合戦に及んで義父・重隆とともに討たれた。享年は30前後とされる。

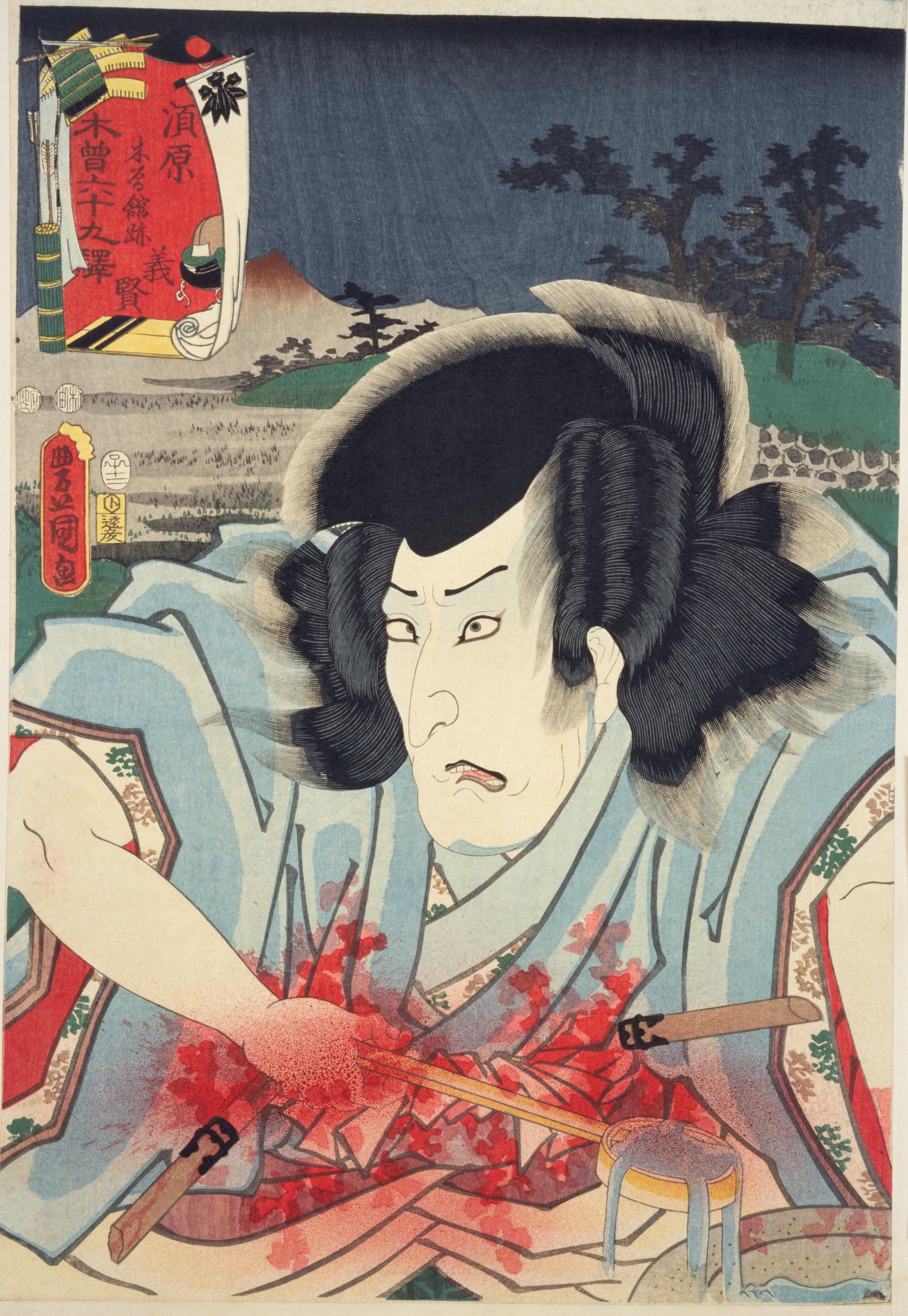
三代目歌川豊国「木曽六十九駅 須原 木曽舘跡・義賢(歌舞伎「源平布引滝 二段目義賢最期 の一場面」)

大蔵館にいた義賢の次男で2歳の駒王丸は、畠山重能・斎藤実盛らの計らいによって信濃木曾谷（木曽村）の中原兼遠に預けられ、のちの源義仲（木曾義仲）となる。京にいたと思われる嫡子の仲家は、源頼政に引き取られ養子となっている。

## 史跡
埼玉県比企郡嵐山町大蔵には大蔵館跡がある。都幾川に沿った段丘上で、川をへだてて水田が開け、現荒川の沖積平野に続いていて鎌倉街道の要路にあたっている。近くには源義賢の墓と伝えられている県内最古の五輪塔がある。なお、大蔵館の所在は現在の東京都世田谷区大蔵とする説もある。また、世田谷の大蔵は義平の居住地という説もある。埼玉県児玉郡上里町帯刀の福昌寺は、室町時代に義賢の菩提を弔うために創建され、大蔵合戦後に落ち延びてきた義賢を祀ったとされる五輪塔がある。

## 画像集

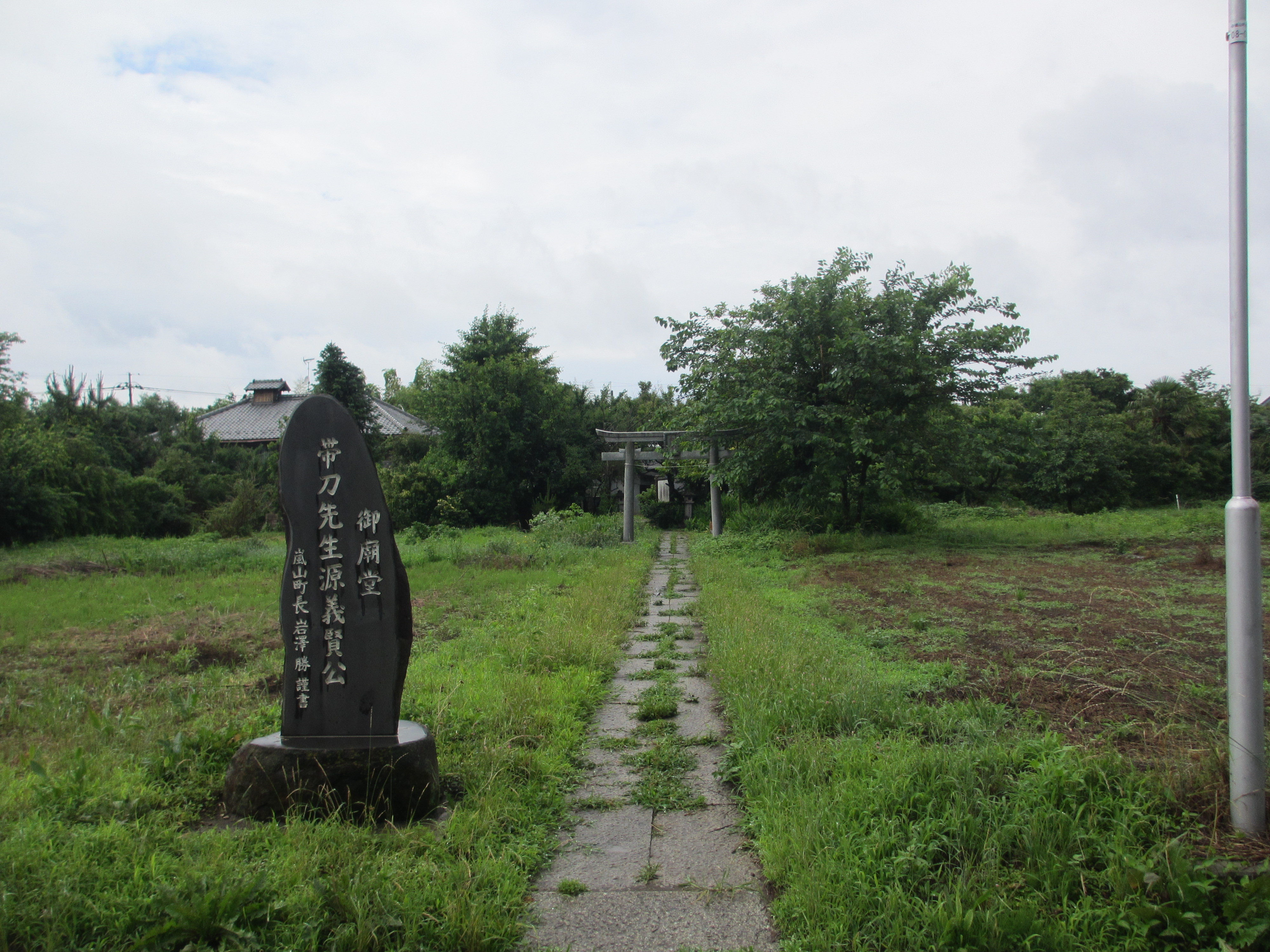
源義賢公御廟所（東武東上線、武蔵嵐山駅都幾川学校橋方面へ下る）
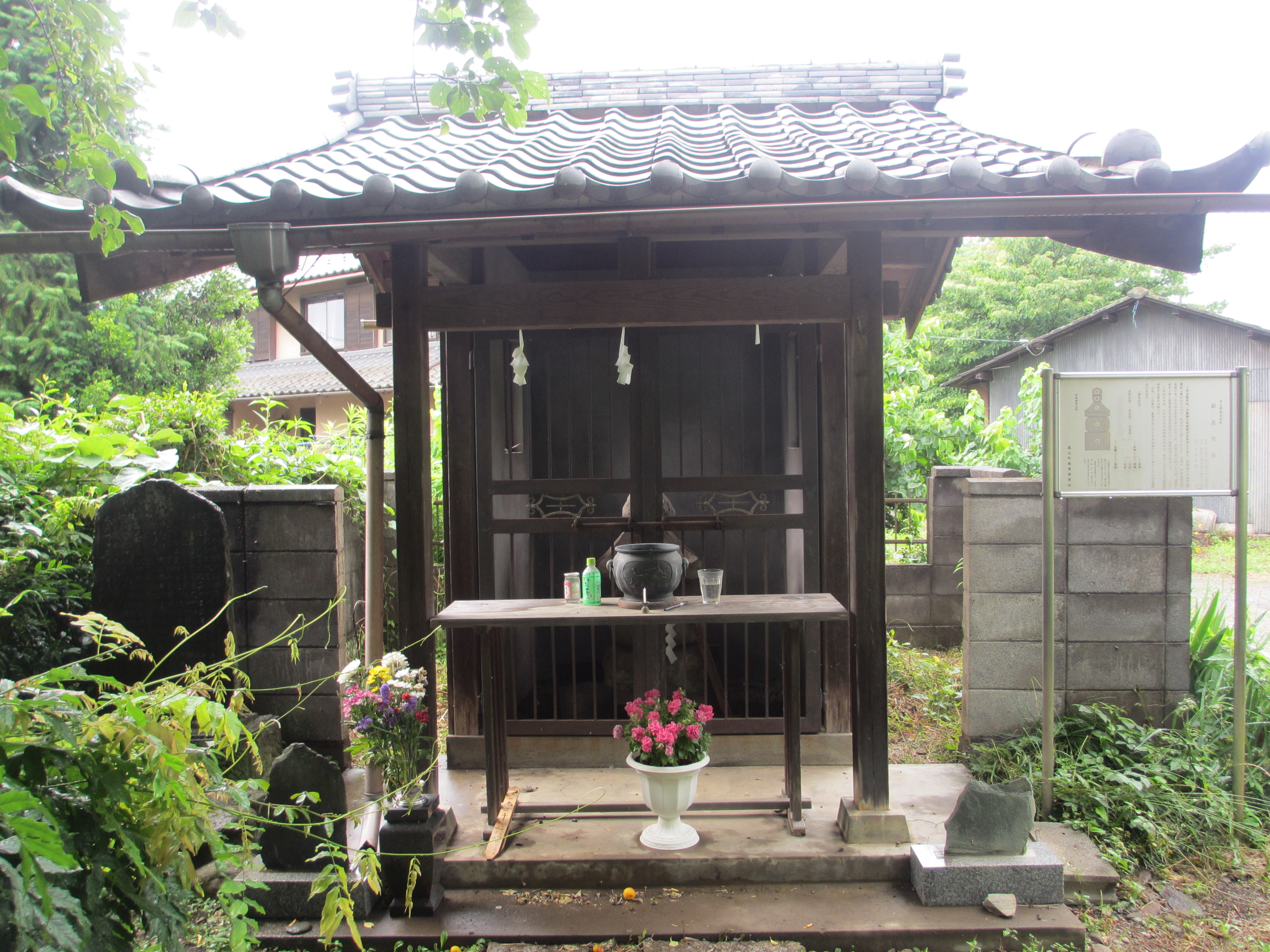
源義賢公五輪塔(御廟所石碑から鳥居くぐる）
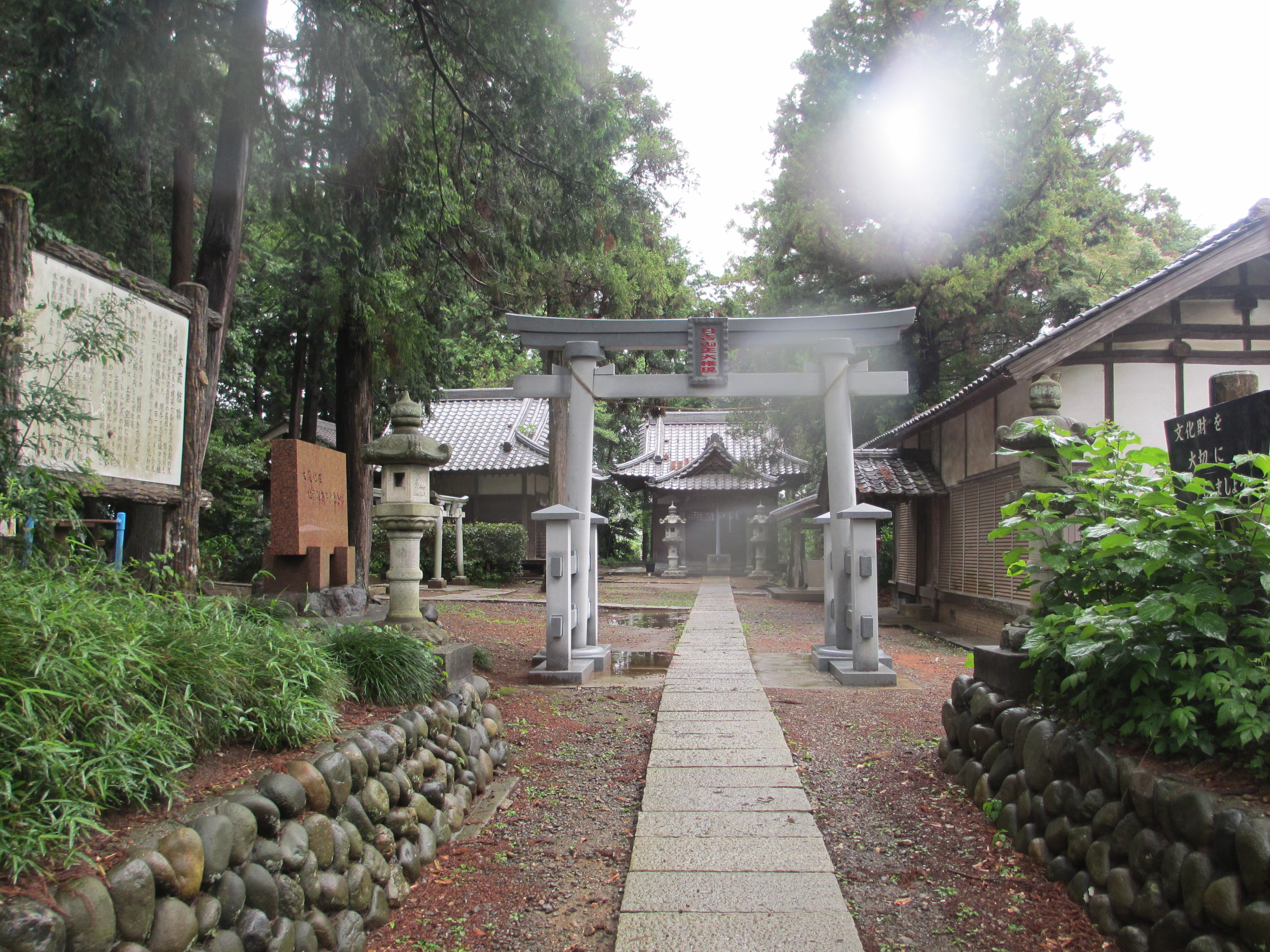
大蔵神社（大蔵館跡）（源義賢公墓所近く）